# John Calvin
John Calvin (* 29. November 1947 auf Staten Island, New York City) ist ein US-amerikanischer Schauspieler.

## Werdegang
Auf Staten Island geboren, wuchs John Calvin in New York City auf.  Er ist seit Anfang der 1970er Jahre als Schauspieler tätig. Im Laufe der Jahre konnte er sich vor allem als Fernsehdarsteller etablieren. Eine seiner bekanntesten Rollen war die des Howie Dickerson, welche er von 1972 bis 1973 in der 26-teiligen Sitcom The Paul Lynde Show verkörperte. Von 1982 bis 1983 spielte er in der Abenteuerserie Die Himmelhunde von Boragora erneut eine größere Rolle. Daneben absolvierte er in einem Zeitraum von über zwanzig Jahren auch etliche Gastauftritte in vereinzelten Episoden von namhaften Serien wie Taxi, Harrys wundersames Strafgericht, Zurück in die Vergangenheit, Das A-Team, Mord ist ihr Hobby, In der Hitze der Nacht und Hart aber herzlich. Zuletzt trat er 1995 in Erscheinung. Sein Schaffen umfasst mehr als 100 Produktionen.

## Filmografie (Auswahl)
- 1971: Cannon (Fernsehserie, 1 Folge)
- 1974: Ein Sheriff in New York (McCloud, Fernsehserie, 1 Folge)
- 1974: Columbo: Meine Tote – Deine Tote (A Friend in Deed, Fernsehreihe)
- 1974: Der Sechs-Millionen-Dollar-Mann (The Six Million Dollar Man, Fernsehserie, 1 Folge)
- 1974–1975: Petrocelli (Fernsehserie, 2 Folgen)
- 1975: Harry O (Fernsehserie, 1 Folge)
- 1975: Bronk (Fernsehserie, 1 Folge)
- 1975: Die Rookies (The Rookies, Fernsehserie, 1 Folge)
- 1977: Drei Engel für Charlie (Charlie’s Angels, Fernsehserie, 1 Folge)
- 1977: Detektiv Rockford – Anruf genügt (The Rockford Files, Fernsehserie, 1 Folge)
- 1978: The Amazing Spider-Man  (Fernsehserie, 1 Folge)
- 1978: Barnaby Jones (Fernsehserie, 1 Folge)
- 1978: Kaz & Co (Kaz, Fernsehserie, 1 Folge)
- 1978: Der Schmalspurschnüffler (The Cheap Detective)
- 1979: Norma Rae – Eine Frau steht ihren Mann (Norma Rae)
- 1979: Der letzte Coup der Dalton Gang (The Last Ride of the Dalton Gang, Fernsehfilm)
- 1981: Hart aber herzlich (Hart to Hart, Fernsehserie, 1 Folge)
- 1981, 1983, 1988: Magnum (Magnum, P.I., Fernsehserie, 3 Folgen)
- 1982: Taxi (Fernsehserie, 1 Folge)
- 1982–1983: Die Himmelhunde von Boragora (Tales of the Gold Monkey, Fernsehserie, 22 Folgen)
- 1982, 1984: Matt Houston (Fernsehserie, 2 Folgen)
- 1984: Airwolf (Fernsehserie, 2 Folgen)
- 1985: Mike Hammer (Mickey Spillane’s Mike Hammer, Fernsehserie, 1 Folge)
- 1985: Das A-Team (The A-Team, Fernsehserie, 1 Folge)
- 1985: Hardcastle & McCormick (Fernsehserie, 1 Folge)
- 1985: V – Die außerirdischen Besucher kommen (V, Fernsehserie, 1 Folge)
- 1985: Hunter (Fernsehserie, 1 Folge)
- 1985: T. J. Hooker (Fernsehserie, 1 Folge)
- 1985: Agentin mit Herz (Scarecrow and Mrs. King, Fernsehserie, 1 Folge)
- 1985: Das Model und der Schnüffler (Moonlighting, Fernsehserie, 1 Folge)
- 1986–1988: Simon & Simon (Fernsehserie, 3 Folgen)
- 1987: Harrys wundersames Strafgericht (Night Court, Fernsehserie, 1 Folge)
- 1987: Ein Engel auf Erden (Highway to Heaven, Fernsehserie, 1 Folge)
- 1987–1988: Dallas (Fernsehserie, 6 Folgen)
- 1989: Matlock (Fernsehserie, 3 Folgen)
- 1989: In geheimer Mission (Mission Impossible, Fernsehserie, 1 Folge)
- 1989: Zurück in die Vergangenheit (Quantum Leap, Fernsehserie, 1 Folge)
- 1989: Zeit der Sehnsucht (Days of Our Lives, Fernsehserie, 7 Folgen)
- 1990: Mord ist ihr Hobby (Murder, She Wrote, Fernsehserie, 1 Folge)
- 1991: L.A. Law – Staranwälte, Tricks, Prozesse (L.A. Law, Fernsehserie, 1 Folge)
- 1991: Critters 3 – Die Kuschelkiller kommen (Critters 3)
- 1992: Alle meine Kinder (The Torkelsons, Fernsehserie, 1 Folge)
- 1992: Tequila und Bonetti (Tequila and Bonetti, Fernsehserie, 1 Folge)
- 1993: Delta (Fernsehserie, 1 Folge)
- 1994: Renegade – Gnadenlose Jagd (Renegade, Fernsehserie, 1 Folge)
- 1994: Walker, Texas Ranger (Fernsehserie, 1 Folge)
- 1994: Dragonworld
- 1995: In der Hitze der Nacht (In the Heat of the Night, Fernsehserie, 1 Folge)